# Batalha de Benevento (214 a.C.)
A Primeira Batalha de Benevento foi travada em 214 a.C., perto da moderna cidade de Benevento, durante a Segunda Guerra Púnica. As legiões romanas, lideradas por Tibério Semprônio Graco, derrotaram o exército cartaginês liderado por Hanão, o Velho, o que negou a Aníbal a possibilidade de receber reforços. Lívio provê um breve relato da batalha, que era parte de uma campanha romana para reconquistar as cidades-estado do sul da Itália que haviam se juntado a Aníbal depois do desastre da Batalha de Canas (216 a.C.).

## Contexto
Aníbal, enquanto se preparava para atacar a cidade de Nola, na Campânia, esperava seu tenente Hanão, o Velho, chegar com seus 1 200 cavaleiros númidas e 17 000 brúcios e lucanos que vinha de Brúcio pela Via Ápia. Hanão tinha recebido ordens prévias de ir até lá para incitar as cidades da Magna Grécia contra Roma e para recrutar reforços, o que ele tinha feito com sucesso. Aníbal ordenou que ele seguisse imediatamente ao seu encontro e deu ordens específicas para que ele marchasse pela Campânia passando por Benevento.
O cônsul romano Fábio Máximo havia ordenado que Tibério Semprônio Graco, um pretor, que marchasse a partir de Lucéria, onde passava o inverno, até Benevento. O filho de Fábio, Quinto Fábio Máximo, que tornou-se cônsul para o ano seguinte, estava no comando de uma outra força e recebeu ordens de assumir o comando em Lucercia. Fábio então ordenou que Semprônio Graco marchasse até Benevento com o plano de manter Aníbal na Campânia, o que ele já havia fracassado de fazer em 215 a.C., e, provavelmente, com o plano de evitar que os reforços de Hanão chegassem até ele. Porém, deve ser notado que não há evidências de que Fábio sequer sabia que os reforços estavam a caminho.

## Preliminares
Hanão e Graco chegaram à cidade quase ao mesmo tempo, mas Graco conseguiu assumir o controle dela por que já havia guarnição romana postada ali. Ele acampou a cerca de dois quilômetros da cidade, bloqueando o caminho de Hanão, que havia acampado a cerca de cinco quilômetros da cidade. Foi aí que Semprônio Graco recebeu permissão do Senado para prometer aos soldados de suas duas legiões, compostas por escravos, que, se a batalha fosse vencida e eles trouxessem até ele a cabeça do inimigo, todos seriam libertados.
Só no dia seguinte os exércitos se perfilaram em ordem de batalha e os dois lados utilizaram a principal tática conhecida na época. Hanão colocou metade de sua cavalaria na ala direita, que beirava o rio Calor. Ao seu lado, no centro, vinha a infantaria, e, à esquerda desta, "voando pelo ar", como se dizia na época (por causa da falta de proteção por alguma característica topográfica), estava a outra metade da cavalaria.
A linha romana era mais extensa que a dos cartagineses. A cavalaria romana, tradicionalmente em inferioridade numérica em relação à cavalaria aliada, estava na esquerda. No centro, estavam os legionários. Tradicionalmente, um exército romano era composto de quatro legiões, as duas legiões de cidadãos romanos, que ficavam no centro da linha, e outras duas de aliados, à esquerda e à direita dela respectivamente. Porém, não está claro se havia legiões aliadas nesta batalha, pois as fontes não citam. Também não fica claro onde estavam as legiões formadas pelos escravos. À direita da infantaria estava a maioria da cavalaria romana.

## Batalha
A batalha que se seguiu foi um combate sangrento. A proclamação de Graco sobre a libertação dos escravos quase foi o fim das forças romanas. Não apenas eles paravam para decapitar os mortos, mas estavam também levando consigo as cabeças cortadas pelo campo de batalha, o que os atrasou muito. Ao perceber o que estava acontecendo, Semprônio Graco declarou que ninguém seria libertado a não ser que o inimigo fosse completamente derrotado.
Enquanto isto, Semprônio Graco ordenou que sua cavalaria atacasse os flancos de Hanão, justamente onde estava a cavalaria númida, que lutou habilidosamente para conter suas cargas e, por algum tempo, o resultado nos flancos esteve em dúvida. Porém, Graco novamente enviou notícias para seus soldados de que, a não ser que o inimigo fosse rapidamente derrotado, ninguém seria libertado. Motivados, as legiões de escravos fizeram uma última e desesperada tentativa e forçaram o exército cartaginês a recuar para seu acampamento, até onde foram rapidamente seguidos pelos próprios legionários. Ao chegarem lá, os cartagineses descobriram que alguns de seus prisioneiros romanos haviam conseguido se armar. Completamente cercados, os reforços cartagineses foram completamente destruídos.

## Resultados
O massacre que se seguiu levou à total destruição do exército de Hanão e à captura de seu acampamento, com menos de 2 000 escapando com suas vidas, incluindo Hanão. As perdas romanas foram de aproximadamente 2 000 vidas. Embora Graco tenha proclamado a liberdade de seus soldados por terem vencido, ele teve que lidar ainda com 4 000 com os quais ele não estava satisfeito. Por conta disto, ele ordenou que eles deveriam comer sua ração noturna em pé, em não sentados, pelo resto de seu serviço nas legiões. Este gesto tinha por objetivo desonrá-los por uma percebida falta de coragem durante a batalha.
Semprônio Graco, depois da batalha, seguiu para a Lucânia para evitar que Hanão alistasse um novo exército na região para levá-lo a Aníbal. Ele acabou finalmente conseguindo forçar Hanão de volta a Brúcio como resultado de sua vitória em Benevento.
Impedido de receber os reforços de que tanto precisava, Aníbal foi forçado a se conformar com o fato de que não conseguiria realizar uma campanha vitoriosa na Campânia.